# Australisk dollar
Australisk dollar (AU$ - Australian dollar) är den valuta som används i Australien och i vissa områden i Stilla havet. Valutakoden är AUD. 1 Dollar = 100 cents.
Valutan infördes under år 1966 och ersatte det australiska pundet.
På valutamarknaden kallas valutan "aussie" eller "aussiedollar" för att skilja den från den amerikanska USD.

## Användning
Valutan ges ut av Reserve Bank of Australia - RBA som grundades 1960 och har huvudkontoret i Sydney.
Används förutom i Australien även i en valutaunion i:
- Julön
- Kiribati
- Kokosöarna
- Nauru
- Norfolkön
- Tuvalu, har även egen valuta i mynt tuvaluansk dollar

## Valörer
- mynt: 1 och 2 Dollar
- underenhet: 5, 10, 20 och 50 cents
- sedlar: 5, 10, 20, 50 och 100 AUD

Australiska dollar-sedlar är gjorda i plast så att de tål vatten.